# Live LilyMu
Live LilyMu! (LilyMu en Vivo en Hispanoamérica y España) es el vigésmotercer episodio de la segunda temporada de la serie de televisión animada de Nickelodeon Kappa Mikey. Se estrenó primero en Latinoamérica el 22 de marzo de 2008 y oficialmente se estrenó el 6 de septiembre de 2008 por el canal de Nicktoons Network. En general, es el cuadragésimonoveno episodio de la serie. 
Durante el programa se muestran comerciales hechos de escenas recicladas a lo largo de la serie. Este episodio es notable, ya que es el único de toda la serie para centrarse completamente en el rodaje de LilyMu, así como el único en el donde los personajes están todo el tiempo con sus trajes.

## Trama
El primer episodio en vivo de LilyMu está plagado de una serie de problemas.

## Argumento
La banda pone en escena una actuación en vivo de LilyMu, en frente de una audiencia en el estudio. Guano da la bienvenida a la multitud y Gonard los entretiene con su rutina cómica, mientras que el resto de los personajes se preparan mentalmente, pero las cosas no van según lo previsto.
Mikey tiene intención de tirarse polvo de pedos en el helado de Gonard como una broma inofensiva, pero después por error los rocía sobre el helado de Mitsuki. Ella después de comerlo acaba con pedos sin control durante la actuación, confundiendo a sus compañeros de reparto y repugnando a la audiencia. Mikey admite que lo hizo, lo que provoca una pelea entre los dos al grado de no dirigirse la palabra. Ozu lanza el helado en la basura para evitar que cause más problemas, por lo que un Gonard hambriento corre detrás de un camión de helados que pasaba por el estudio. Se ven obligados a interrumpir constantemente el show en vivo con los anuncios. Ozu dice al asistente que reemplaze a Gonard, mientras que él va en su búsqueda. Pero el asistente demuestra ser un suplente horrible, tropezando con sus líneas y en movimiento sin control. Para empeorar las cosas, Mikey y Mitsuki no se hablan entre sí y arruinan una escena, lo que lleva a Lily a hacer un berrinche en escena. Durante todo este tiempo, Mitsuki sigue con su problema de flatulencias. El público está indignado y exige estar satisfecho, ya que no hay reembolsos. Lily entró en cólera y le grita a todo el elenco, tanto que pierde su voz.
Regresa Ozu con Gonard, lleno de helado y con una congelación del cerebro. Guano informa de todo lo que pasó mientras estaba fuera Ozu, y tiene el peor ataque de pánico de su vida. Ozu le da a Guano algunos consejos que aprendió cuando estaba empezando en el mundo del espectáculo: «si el final es bueno va a ser recordado». Esto motiva a los otros personajes para hacer frente a sus problemas individuales y continuar el programa sin importar su problema. Un fan pide a Mitsuki un autógrafo , pero la llama «Chica pedo». Mikey, viendo esto, se da cuenta de cómo se siente. En la escena del último concierto, Mikey entra tirándose muchos gases, tanto como ella. Él explica que tomó el polvo de pedos, por lo que sería tan humillado como ella. Esto conmueve a Mitsuki hasta el punto donde lo perdona, y ambos se constituyen en un abrazo... aunque todavía expulsan muchos gases. El público se emocionó debido a esa muestra de afecto. La actuación termina con un enorme aplauso, y el elenco hace su acto final en la cámara.

## Personajes
| Personaje   | Actor original (EE.UU) |
| ----------- | ---------------------- |
| Mikey Simon | Michael Sinterniklaas  |
| Gonard      | Sean Schemmel          |
| Guano       | Gary Mack              |
| Lily        | Kether Donohue         |
| Mitsuki     | Carrie Keranen         |
| Ozu         | Stephen Moverly        |

## Curiosidades
- Los dos hombres en la sala de control son caricaturas de los empleados de Animation Collective: editor Dave Killen y director Sergei Aniskov.
- Varios personajes de menor importancia tienen cada uno su propia radicales, como Dadzuki, Espartaco, Pirate King, el panda llorando, los Mellizos de Tatami, y Socky.